# Aviació Legionària
L'Aviació legionària italiana (Aviazione Legionaria en italià) fou una divisió expedicionària de les Força Aèria Italiana enviada el 1936 per Benito Mussolini per tal de donar suport al bàndol nacional durant la Guerra Civil espanyola. Juntament amb el seu equivalent alemany, la Legió Còndor, participaren en el conflicte fins al 1939. La seva base d'operacions era la l'aeròdrom de Garray, després a l'aeroport de Logronyo i la base aèria de Saragossa des d'on abastaven Madrid, el front del Nord i el front d'Aragó, i en paral·lel a l'Aeròdrom de Son Bonet, a Mallorca. Són responsables, entre d'altres, del Bombardeig de Lleida de novembre de 1937, el Bombardeig de Barcelona del gener de 1938 i del març de 1938, el Bombardeig de Granollers el 31 de Maig del mateix any i en 1939 del Bombardeig de Xàtiva.